# Breaking News in Yuba County
Breaking News in Yuba County ist eine US-amerikanische schwarzhumorige Krimikomödie von Tate Taylor, die am 24. Juni 2021 in den deutschen Kinos startete. Neben Allison Janney in der Hauptrolle sind unter anderem Mila Kunis und Awkwafina zu sehen.

## Handlung
Als Sue Buttons’ Ehemann bei einem Seitensprung stirbt, beschließt sie, endlich die Aufmerksamkeit einzufordern, die ihr bislang verwehrt blieb. Sie meldet ihren Mann als vermisst, macht die Medien aufmerksam. So steht Sue plötzlich von allen gefeiert im Rampenlicht. Doch nicht alle sind von ihrem Auftritt begeistert. Ihre Halbschwester Nancy, eine aufmerksame Polizistin, ihr Schwager und andere skurrile Figuren geben alles, um Sue in die Quere zu kommen und die Wahrheit über das Verschwinden zu enthüllen.

## Produktion
Die Dreharbeiten fanden im Sommer 2019 in Natchez im US-Bundesstaat Mississippi statt und wurden am 9. Juli 2019 abgeschlossen. Der Film lief am 12. Februar 2021 in den US-amerikanischen Kinos an.

## Rezeption
Bei Rotten Tomatoes erhielt der Film eine Punktzahl von 11 Prozent, basierend auf 36 Kritiken. Bei Metacritic erreichte der Film eine Zustimmung von 24/100, basierend auf 7 Kritiken.
Das Lexikon des internationalen Films urteilte: „Eine wilde, satirische Achterbahnfahrt durch die Bigotterie der US-amerikanischen Vorstadtidylle, glänzend besetzt und gespielt. Das überfrachtete Drehbuch lässt die Story bisweilen allerdings in viele Einzelauftritte zerfallen, ohne den Spannungsbogen wahren zu können.“